# Olof Ryning (död 1521)
Olof Ryning i frälsesläkten Ryning, död troligen 1521, var en svensk frälseman. Han var i svensk tjänst hos Sten Svantesson (Sture) (Sten Sture den yngre) omkring 1510 (Brev i Sturearkivet (RA).). Han var en av de sex herrar, vilka 1518 lämnades som gisslan åt Kristian II, och skall då enligt samtida källa ha varit mellan 24 och 28 gammal. Stred under Gustaf Vasas befrielsekrig ännu under sensommaren 1521 på konung Kristians sida och blev, troligen i augusti, sårad i en träffning vid Kolsund. I Hans Brask släktbok omämns han som dödad.
I slottsloven på Kalmar 1526–1527 står upptagen en "Oloff Ryin", vilket i genealogiska sammanhang tolkats som syftande på Olof.

## Källhänvisningar
1. 1 2  Gillingstam, Hans: Ryning (Rönning), släkt i Svenskt biografiskt lexikon (2000-2002)